# Kvarternära talsystemet
Icke att förväxla med det talsystem som bygger på kvaternioner.
Kvarternära talsystemet är ett talsystem med basen 4. Talsystemet är ett positionssystem med de fyra siffrorna 0, 1, 2 och 3. För att påvisa att ett tal är skrivet i kvarternära talsystemet kan man ha sänkt 4 efter talet, till exempel: 104 = 410.

## Dataöverföring
Kvarternära linjekoder har använts för dataöverföring, från uppfinningen i telegrammet till 2B1Q-kod som används i moderna ISDN-kretsar.

## Omvandlare
| Bas | Namn                      | Tal | Tal | Tal | Tal | Tal | Tal | Tal | Tal | Tal  | Tal  | Tal  | Tal  | Tal  | Tal  | Tal  | Tal  | Tal   |
| --- | ------------------------- | --- | --- | --- | --- | --- | --- | --- | --- | ---- | ---- | ---- | ---- | ---- | ---- | ---- | ---- | ----- |
| 2   | Binära talsystemet        | 0   | 1   | 10  | 11  | 100 | 101 | 110 | 111 | 1000 | 1001 | 1010 | 1011 | 1100 | 1101 | 1110 | 1111 | 10000 |
| 3   | Ternära talsystemet       | 0   | 1   | 2   | 10  | 11  | 12  | 20  | 21  | 22   | 100  | 101  | 102  | 110  | 111  | 112  | 120  | 121   |
| 4   | Kvarternära talsystemet   | 0   | 1   | 2   | 3   | 10  | 11  | 12  | 13  | 20   | 21   | 22   | 23   | 30   | 31   | 32   | 33   | 100   |
| 5   | Kvinära talsystemet       | 0   | 1   | 2   | 3   | 4   | 10  | 11  | 12  | 13   | 14   | 20   | 21   | 22   | 23   | 24   | 30   | 31    |
| 6   | Senära talsystemet        | 0   | 1   | 2   | 3   | 4   | 5   | 10  | 11  | 12   | 13   | 14   | 15   | 20   | 21   | 22   | 23   | 24    |
| 7   | Septenära talsystemet     | 0   | 1   | 2   | 3   | 4   | 5   | 6   | 10  | 11   | 12   | 13   | 14   | 15   | 16   | 20   | 21   | 22    |
| 8   | Oktala talsystemet        | 0   | 1   | 2   | 3   | 4   | 5   | 6   | 7   | 10   | 11   | 12   | 13   | 14   | 15   | 16   | 17   | 20    |
| 9   | Nonära talsystemet        | 0   | 1   | 2   | 3   | 4   | 5   | 6   | 7   | 8    | 10   | 11   | 12   | 13   | 14   | 15   | 16   | 17    |
| 10  | Decimala talsystemet      | 0   | 1   | 2   | 3   | 4   | 5   | 6   | 7   | 8    | 9    | 10   | 11   | 12   | 13   | 14   | 15   | 16    |
| 11  | Undecimala talsystemet    | 0   | 1   | 2   | 3   | 4   | 5   | 6   | 7   | 8    | 9    | A    | 10   | 11   | 12   | 13   | 14   | 15    |
| 12  | Duodecimala talsystemet   | 0   | 1   | 2   | 3   | 4   | 5   | 6   | 7   | 8    | 9    | A    | B    | 10   | 11   | 12   | 13   | 14    |
| 13  | Tridecimala talsystemet   | 0   | 1   | 2   | 3   | 4   | 5   | 6   | 7   | 8    | 9    | A    | B    | C    | 10   | 11   | 12   | 13    |
| 14  | Tetradecimala talsystemet | 0   | 1   | 2   | 3   | 4   | 5   | 6   | 7   | 8    | 9    | A    | B    | C    | D    | 10   | 11   | 12    |
| 15  | Pentadecimala talsystemet | 0   | 1   | 2   | 3   | 4   | 5   | 6   | 7   | 8    | 9    | A    | B    | C    | D    | E    | 10   | 11    |
| 16  | Hexadecimala talsystemet  | 0   | 1   | 2   | 3   | 4   | 5   | 6   | 7   | 8    | 9    | A    | B    | C    | D    | E    | F    | 10    |